# HMS Royal Oak (1892)
HMS Royal Oak – brytyjski pancernik z przełomu XIX i XX wieku. Należał do typu Royal Sovereign. Był to szósty okręt Royal Navy noszący tę nazwę. Nazwa – „królewski dąb” – pochodzi od drzewa, w którym ukrył się Karol II Stuart podczas walk w czasie rewolucji angielskiej

## Konstrukcja
Pancerniki typu Royal Sovereign zostały zaprojektowane przez sir Williama White'a. W momencie oddania do służby były najpotężniejszymi okrętami wojennymi na świecie.
HMS „Royal Oak” posiadał artylerię główną kalibru 343 mm rozmieszczoną w dwóch dwudziałowych barbetach. Artyleria średnia składała się z 10 dział kalibru 152 mm, a lekka z 16 dział 57 mm i 12 dział 47 mm. Pancernik posiadał także siedem wyrzutni torpedowych (pięć nawodnych i dwie poniżej linii wodnej). Opancerzenie miało grubość 457 mm w pasie głównym, zmniejszając się po stronie dziobowej i rufowej do 356 mm, a w pasie górnym wynosiło od 102 do 76 mm.
Okręt miał wysoką wolną burtę, co poprawiało jego walory morskie przy znacznej masie. Początkowo jednak nadmiernie kołysał się na wzburzonym morzu, co zostało skorygowane przez zamontowanie stępki przechyłowej w latach 1894-1895.
Pancerniki typu Royal Sovereign były bardzo szybkie jak na swoje czasy. „Royal Oak” osiągnął podczas prób prędkość 18,27 węzła.
W latach 1902–1903 „Royal Oak” przeszedł modernizację, podczas której zostały usunięte nawodne wyrzutnie torpedowe, a działa 152 mm na górnym pokładzie zostały umieszczone w kazamatach.

## Historia służby
Stępkę pod budowę HMS „Royal Oak” położono 25 maja 1890 roku w stoczni Laird w Birkenhead. Wodowanie miało miejsce 5 listopada 1892 roku, wejście do służby 12 czerwca 1894 roku.
Początkowo był w rezerwie w Portsmouth. W styczniu 1896 roku wszedł w skład lotnej eskadry Royal Navy, powołanej w odpowiedzi na telegram cesarza Niemiec Wilhelma II gratulujący prezydentowi Republiki Południowoafrykańskiej Paulowi Krugerowi odparcia rajdu Jamesona. Od listopada 1896 roku do marca 1897 roku ponownie w rezerwie w Portsmouth, a następnie we Flocie Śródziemnomorskiej, w której służył do 1902 roku. W latach 1902–1903 przeszedł modernizację w Chatham.
Od 1903 do 1905 roku służył w Home Fleet, następnie we Flocie Rezerwowej (1905-1907), w rezerwie (1907-1909) i ponownie w Home Fleet (1909-1911). 11 maja 1905 roku doszło na nim do wybuchu w magazynie broni. W 1914 roku został złomowany.